# Playmen
Playmen es un duo griego de producción musical \ DJ, formado por Paul Manolis, Lefteris Xenakis,especializados en la música electrónica, pop, dance, house muy populares en Grecia.

## Carrera
El dúo se formó en 2005, aunque se hicieron conocidos por el gran público en 2009 con su canción "Together Forever"  que posteriormente fue reeditado para la ceremonia de los MAD Video Music Awards 2010. En la nueva versión contó con la colaboración de Helena Paparizou y Onirama.
En el verano de 2010, Playmen en colaboración con Alceen lazaron las canciones "Feel Your Love" y "Love Song" en la contaron con la participación de Maria Georgiu.
En 2011, lanzaron la canción "Tonight" en colaboración con Claydee y Tamta, cabe destacar que esta canción fue elegida con tema principal de "Madwalk".
En el verano de 2011, en colaboración con Alex Leon y el conocidísimo rapero estadounidense T-Pain lanzaron "Out my Head" que posteriormente la interpretaron en los MAD Video Music Awards de 2011.
En 2012, junto a Demy lanzaron "Fallin" y se convirtió en un gran éxito.
En el verano de 2012, Playmen viajó junto a Demy a Moscú y formaron del festival de la Europa Plus con la que consiguieron llegar al número uno en la radio del mismo nombre que organiza el festival.
En los MAD Video Music Awards de 2012, presentaron junto a Helena Paparizou, Courtney y el rapero Riskykidd, "All the Time".
En 2013 lanzaron Breakin 'Me Up con la colaboración de Cortney y se convirtió en el tema principal de Madwalk.
En 2014 nuevamente junto a Demy lanzaron "Nothing Better", con el que llegaron al número uno en los charts griegos, fue el tema principal de "Madwalk".

## Sencillos
- 2009: Together forever - Playmen ft. Reckless
- 2010: Love Song - Playmen & Alceen ft. Mia
- 2010: Together Forever - Playmen ft. Onirama & Helena Paparizou
- 2010: Feel Your Love - Playmen ft. The Fade & MIA
- 2011: Tonight - Playmen & Claydee ft. Tamta
- 2011: Out Of My Head - Playmen & Alex Leon ft. T-Pain
- 2012: Fallin - Playmen ft. Demy
- 2012: Ta logia kommatia - Playmen ft. Stan
- 2012: All the time - Playmen ft Helena Paparizou & Courtney & Riskykidd
- 2013: Breakin' Me Up - Playmen ft. Courtney
- 2013: Balloons - Playmen
- 2013: Gypsy Heart - Playmen & Hadley
- 2014: Nothing Better - Playmen & Demy

## Videos musicales
- 2010: Feel Your Love - Playmen ft. The Fade & MIA
- 2011: Tonight - Playmen & Claydee ft. Tamta
- 2011: Out Of My Head - Playmen & Alex Leon ft. T-Pain
- 2011: Fallin - Playmen ft. Demy
- 2012: All the time - Playmen ft. Helena Paparizou & Courtney & Riskykidd
- 2013: Breakin' Me Up - Playmen ft. Courtney
- 2013: Gypsy Heart - Playmen & Hadley
- 2014: Nothing Better - Playmen & Demy